# Friedrich Majer
Friedrich Majer (1772-1818) fue un orientalista alemán.
Majer fue discípulo de Herder e introdujo a Schopenhauer, en 1813, en el antiguo pensamiento hinduista.

## Obras
- Geschichte der Ordalien: Insbesondere der gerichtlichen Zweikämpfe in Deutschland. Ein Bruchstück aus der Geschichte und den Alterthümern der deutschen Gerichtsverfassung. 1795. Reimpresión fotomecánica: Zentralantiquariat der DDR, 1970.
- Jajadeva. Gita-Govinda. Ein indisches Singspiel.. Verlag des Landes-Industrie-Comptoirs. Weimar 1802. (Traducción comentada de la versión inglesa de W. Jones.)
- Brahma oder die Religion der Inder als Brahmaismus. C. H. Reclam, Leipzig 1818.

- Datos: Q91038